# Dzintars Krišjānis
Dzintars Krišjānis (russisch Дзинтарс Ютвальдович Кришьянис; * 4. Juni 1958 in Riga, Lettische Sozialistische Sowjetrepublik; † 16. März 2014) war ein sowjetischer Ruderer. Er gewann eine olympische Silbermedaille und drei Medaillen bei Weltmeisterschaften.
Der 1,93 m große Dzintars Krišjānis von Dinamo Riga gewann bei den Junioren-Weltmeisterschaften 1975 die Bronzemedaille mit dem Achter. In der Erwachsenenklasse belegte er bei den Weltmeisterschaften 1977 den vierten Platz im Vierer mit Steuermann. Der Vierer mit Artūrs Garonskis, Dzintars Krišjānis, seinem Bruder Dimants Krišjānis, Žoržs Tikmers und Steuermann Juris Bērziņš ruderte bei den Weltmeisterschaften 1979 auf den zweiten Platz hinter dem Vierer aus der DDR. In der gleichen Besetzung gewannen die für die Sowjetunion startenden Letten auch die Silbermedaille bei den Olympischen Spielen 1980 in Moskau, erneut war nur der DDR-Vierer vor ihnen im Ziel. Mit Wiktor Omeljanowytsch für Garonskis belegte der sowjetische Vierer den dritten Platz hinter den Booten aus der DDR und den USA bei den Weltmeisterschaften 1981. 1982 ruderten die Mitglieder des Vierers von 1981 im Achter, hinter den Neuseeländern und dem DDR-Achter gewann der sowjetische Achter die Bronzemedaille. 1983 war Dzintars Krišjānis mit dem Achter noch einmal Vierter bei den Weltmeisterschaften 1983.